# 任禀正
任禀正（1578年—1610年），字维中，號溧衷，福建福州府闽县人，明朝政治人物。

## 生平
万历二十二年（1594年）甲午科福建乡试举人，三十五年（1607年）丁未科進士，礼部觀政，三十六年授户部河南司主事，本年管明智草场，三十八年差九江钞关，升员外，同年卒。

## 家族
曾祖任琅。祖父任昌仁。父任立敬。母张氏。具庆下。弟禀玉、禀奎、禀旦。